# Brachysiderus martinae
Brachysiderus martinae är en skalbaggsart som beskrevs av Abadie 2010. Brachysiderus martinae ingår i släktet Brachysiderus och familjen Dynastidae. Inga underarter finns listade.